# Jozef Nachtergaele
Jozef (Jef) Nachtergaele (Gent, 24 juli 1928 – ?, 10 juli 1980) was een Belgisch componist, muziekpedagoog en dirigent.

## Levensloop
Nachtergaele studeerde aan het Koninklijk Conservatorium van Gent vanaf 1943 bij Léon Torck (solfège), Franz de Weweire (slagwerk), Marcel Boereboom (muziekgeschiedenis) en Prosper Van Eechaute (contrapunt en fuga). Verder studeerde hij bij Abel Matthys (piano), bij Godelieve Suys (orgel) en bij Jules-Toussaint De Sutter en Léon Torck (compositie). Vervolgens studeerde hij aan het Koninklijk Conservatorium te Brussel bij René Defossez orkestdirectie en later privé bij Carlo Zecchi in Hilversum.
Hij werd slagwerker in het BRTN Filharmonisch Orkest. Verder was hij als docent slagwerk verbonden aan het Stedelijke Muziekconservatorium in Brugge. In 1964 werd hij docent solfège aan de Gemeentelijke Muziek-Academie in Gentbrugge, waar hij in 1973 tot directeur benoemd werd. Daarnaast was hij vanaf 1967 docent voor solfège aan zijn Alma Mater het Hogeschool Gent Conservatorium.
Nachtergaele was ook als dirigent bezig van de Koninklijke Harmonie Concordia Waarschoot (1956-1967). Het orkest van de Koninklijke Opera te Gent dirigeerde hij vanaf 1957 en werd in 1969 tot 1974 chef-dirigent. Hij was gastdirigent aan de opera's van Rijsel, Den Haag, Luxemburg en Keulen alsook van het Nationaal Orkest van Hongarije.
Nachtergaele was ook als componist werkzaam en het bekendste werk van hem is zeker de operette De bruiloft van Don Juan, die in Gent op 8 november 1970 in première ging.

## Composities (Uittreksel)

### Werken voor harmonieorkest
- 1965 Jubelcantate, voor gemengd koor en harmonieorkest - tekst: Henri Van Laere

### Muziektheater

#### Operette
| Voltooid in | titel                    | aktes | première                                | libretto         |
| ----------- | ------------------------ | ----- | --------------------------------------- | ---------------- |
| 1970        | De bruiloft van Don Juan |       | 8 november 1970, Koninklijke Opera Gent | Hendrik Caspeele |

### Kamermuziek
- Pianotrio
- Sonate, voor viool en piano
- Trio, voor houtblazers